# Kończewo
Kończewo [kɔɲˈt͡ʂɛvɔ] (deutsch: Kunsow, kaschubisch: Kòniszewò) ist ein Dorf im Nordwesten der polnischen Woiwodschaft Pommern und gehört zur Stadt-und-Land-Gemeinde Kobylnica (Kublitz) im Powiat Słupski (Kreis Stolp).

## Geographische Lage und Verkehrsanbindung
Das Kaschubendorf Kończewo liegt in Hinterpommern, etwa zwölf Kilometer südwestlich der Kreisstadt Słupsk (Stolp), am Rande eines breiten Moortales. Im Westen beherrschen weite Ackerflächen das Ortsgebiet, im Süden dichtgewachsener Wald. Die nordöstliche Dorfgrenze wird von der Kwacza (Quacke) gebildet.
Durch den Ort verläuft eine Nebenstraße, die in Łosino (Lossin) von der polnischen Landesstraße 21 (Słupsk–Miastko), ehemalige deutsche Reichsstraße 125 von Stolpmünde nach Rummelsburg) abzweigt und nach Kuleszewo (Kulsow) und weiter bis Barcino (Bartin) an der Woiwodschaftsstraße 209 (Sławno (Schlawe) – Bytów (Bütow) führt. Bahnstation ist Słonowice (Schlönwitz) an der Bahnstrecke Piła–Ustka (Schneidemühl–Stolpmünde).
Nachbardörfer sind: Sierakowo Słupskie (Zirchow) im Nordosten, Kuleszewo (Kulsow) im Süden, Słonowice (Groß Schlönwitz) im Westen und Widzino (Veddin) im Norden.

## Ortsname
Namensvorkommen sind: Conezowe (1301), Koneschow (1392), Konesowo, Koniszewo, Kunsow (bis 1945)

## Geschichte
Der Siedlungsform nach ist Kunsow ein kleines Gassendorf. Im Jahre 1301 wird der Burggraf Mathäus von Schlawe als Besitzer genannt. Seit 1393 besaßen es Laurenz und Dereke Koske, die als Vorfahren derer von Zitzewitz gelten. Im 15. Jahrhundert war hier die Familie Massow ansässig.
Im Jahre 1784 hatte Kunsow ein Vorwerk, zehn Bauern, einen Halbbauern, eine Schmiede und einen Schulmeister bei insgesamt 22 Haushaltungen. 1804 war Franz Georg von Kleist der Besitzer, und 1861 kaufte es ein Manteuffel.
Bis 1876 gehörte Kunsow (mit Quackenburg (heute polnisch: Kwakowo) und Scharsow (Skarszów)) zum Landkreis Rummelsburg in Pommern, danach zum Landkreis Stolp – im Regierungsbezirk Köslin der preußischen Provinz Pommern.
Im 19. Jahrhundert kam Kunsow in den Besitz der bürgerlichen Familie Siemers, deren Nachfahren es bis 1945 gehörte. Immerhin hatte das Rittergut eine Betriebsgröße von 504 Hektar, dabei ganze 375 Hektar Ackerland. Außer dem Gut gab es im Dorf noch 36 bäuerliche Betriebe. Zählte man 1910 noch 521 Einwohner, waren es 1933 und 1939 nur noch 402.
Kunsow war vor 1945 Sitz eines Standesamtes. Auch war es zentraler Ort des Amtsbezirkes Kunsow, zu dem auch die Gemeinden Kulsow (heute polnisch: Kuleszewo), Sagerke (1938–45 Brackenberg, heute polnisch: Zagórki) und Zirchow (Sierakowo Słupskie) gehörten. Amtsgerichtsbereich war Stolp, Gendarmeriebezirk Kublitz.
Gegen Ende des Zweiten Weltkriegs wurde Kunsow am 7. März 1945 von Truppen der Roten Armee besetzt. Anschließend wurde Kunsow zusammen mit ganz Hinterpommern unter polnische Verwaltung gestellt. Die gesamte Dorfbevölkerung wurde vertrieben. Kunsow wurde in Kończewo umbenannt. Das Dorf ist heute eine Ortschaft der Gmina Kobylnica im Powiat Słupski der Woiwodschaft Pommern (1975 bis 1998 Woiwodschaft Stolp) ist. Hier leben heute nahezu 700 Einwohner.

## Kirche
Kunsow hat keine eigene Kirche. Vor 1945 war die Bevölkerung überwiegend evangelischer Konfession. Das Dorf gehörte zum Kirchspiel Zirchow (heute polnisch: Sierakowo Słupskie) im Kirchenkreis Stolp-Stadt im Ostsprengel der Kirchenprovinz Pommern der Kirche der Altpreußischen Union. In das Kirchspiel, das 1940 insgesamt 1819 Gemeindeglieder zählte, gehörte auch die Filialkirche Kulsow (Kuleszewo) sowie die eingepfarrten Orte Lossin (Łosino), Sagerke (1938–45 Brackenberg, polnisch: Zagórki) und Sanskow (Zajączkowo). Letzter deutscher Geistlicher war Pfarrer Siegfried Finkbein.
Seit 1945 ist die Mehrheit der Bevölkerung von Kończewo katholischer Konfession. Der Ort gehört mit der Filialkirche Kuleszewo (Kulsow) zur Pfarrei Kwakowo (Quackenburg), die seit 1974 besteht und derzeit 2300 Gemeindeglieder zählt. Sie gehört zum Dekanat Słupsk-Zachód (Stolp-West) im Bistum Köslin-Kolberg der Katholischen Kirche in Polen. Hier lebende evangelische Kirchenglieder sind in die Kreuzkirchengemeinde in Słupsk (Stolp) in der Diözese Pommern-Großpolen der Evangelisch-Augsburgischen Kirche in Polen eingegliedert.

## Schule
In der im Jahre 1932 einstufigen Volksschule unterrichtete ein Lehrer 56 Schulkinder. Der letzte deutsche Schulhalter war Erich Nass.